# Лидер палаты лордов
Лидер палаты лордов (англ. Leader of the House of Lords) — член Кабинета министров Великобритании, ответственный за связь и работу правительства в Палате лордов. Этот пост также является лидером партии большинства в Палате лордов, который действует в качестве руководителя правящей партии в Палате. Эта роль всегда исполняется в сочетании с официальной должностью в кабинете министров, обычно одной из синекурных должностей лорда-председателя Совета, лорда-хранителя малой печати или канцлера герцогства Ланкастерского. Эта должность не является оплачиваемой, так как лидер палаты лордов, как и лидер палаты общин, чаще всего занимает ещё одну правительственную или министерскую должность. Служба лидера Палаты лордов является ведомством в ранге министерства.
Хотя лидер Палаты лордов является членом кабинета и остается партийным активистом, лидер также несёт ответственность перед Платой лордов в целом. В отличие от Палаты общин, где слушания контролируются спикером, слушания в Палате лордов контролируются самими пэрами в соответствии с правилами, изложенными в Регламенте. Лидер Палаты обязан напоминать Палате об этих правилах и способствовать саморегулированию лордов, хотя любой член Палаты может привлечь внимание к нарушениям порядка или несоблюдению обычаев. Лидера часто призывают давать советы по процедурам и порядку ведения заседания, и он должен определять порядок выступающих по дополнительным вопросам в зависимости от пожеланий палаты. Однако, как и лорд-спикер, лидер палаты не имеет права принимать решения по порядку ведения заседания или вмешиваться во время неуместной речи.
До избрания первого лорда-спикера 4 июля 2006 года лидер палаты отвечал за принятие предварительных решений по запросам на вопросы для частного уведомления и за отказ от правила Sub judice в определённых случаях. Эти функции были переданы лорду-спикеру.